# Talit

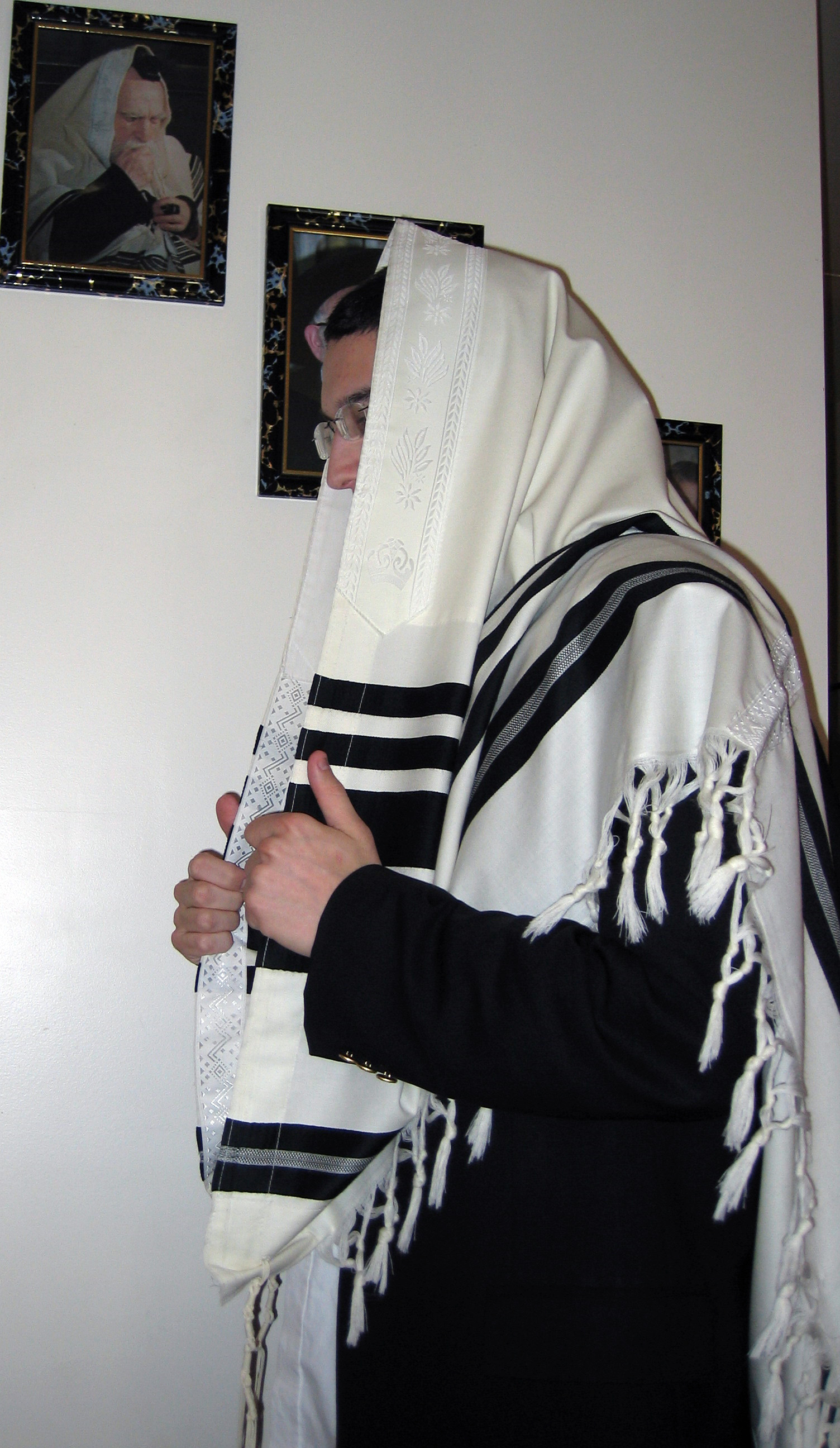
Judío portando un talit gadol.

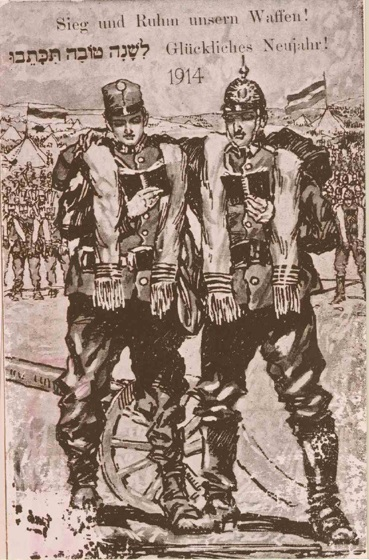
Soldados judíos alemanes orando en Rosh Hashaná, 1914.

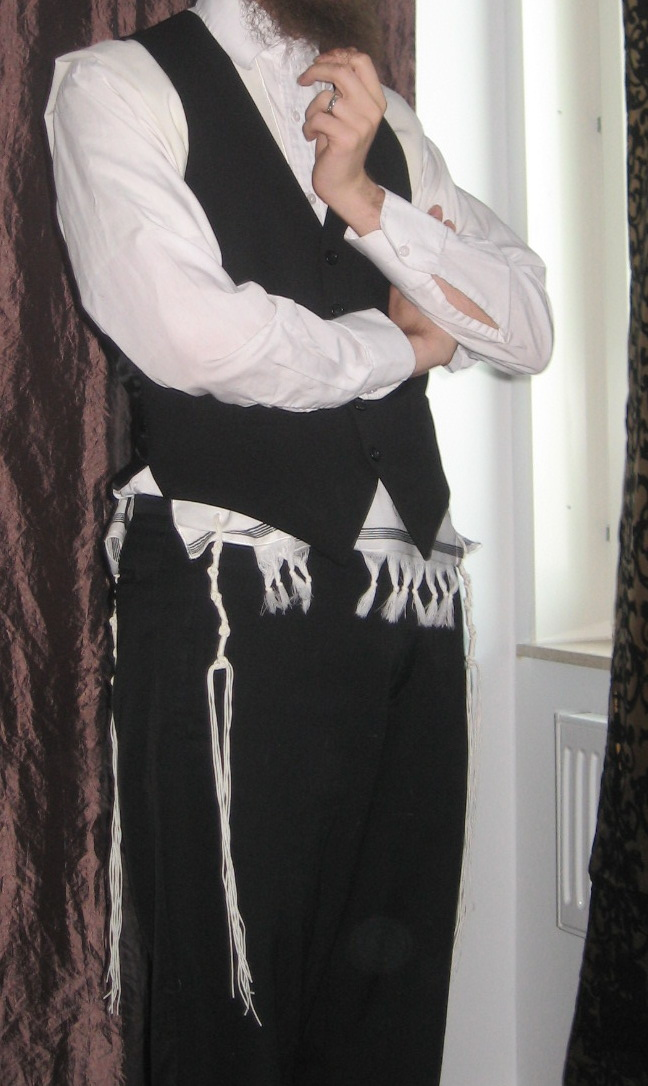
Judío ortodoxo portando un talit katan bajo el traje.

El talit (en hebreo טלית; en hebreo sefardí, talet o taled) es un accesorio religioso judío en forma de chal utilizado en los servicios religiosos del judaísmo.
El talit gadol (gran talit) es utilizado por los hombres en el momento de la oración en la sinagoga y en la oración de Sajarit (la primera oración de la mañana). 
Entre los judíos asquenazi, la costumbre de cubrirse con el talit gadol está reservada a los hombres casados. De acuerdo con esta costumbre, pueden cubrirse con talit gadol sólo en ocasiones especiales (como cuando están llamados a leer la Torá en la sinagoga). 
Los judíos orientales (también denominados mizrahim) tienen la costumbre de cubrirse con el talit gadol desde la edad de trece años, cuando el niño ha celebrado su Bar Mitzvá o incluso antes de la ceremonia. Las comunidades conservadoras y reformistas permiten que las mujeres hagan uso del talit gadol, a pesar de que las mujeres ortodoxas judías no pueden llevarlo. 
La bandera del estado de Israel se basa en los colores de un talit gadol sefardí, según el rabino Eliezer Papo, Talit sefaradí, pues la bandera está formada por una Estrella de David azul y por dos franjas azules sobre un fondo blanco. El talit gadol asquenazi se diferencia del sefardí tan sólo en los coloresː el talit gadol sefardita es totalmente blanco, mientras que el asquenazi es de color blanco con rayas azules o negras.

## Origen
Su origen reside en el pasaje de la Torá Números 15:37-41 en el que Dios habló a Moisés diciendo:

37 Y יהוה habló a Moisés, diciendo: 

38 Habla a los hijos de Israel, y diles que se hagan franjas en los bordes de sus vestidos, por sus generaciones; y pongan en cada franja de los bordes un cordón de azul. 
39 Y os servirá de franja, para que cuando lo veáis os acordéis de todos los mandamientos de יהוה, para ponerlos por obra; y no miréis en pos de vuestro corazón y de vuestros ojos, en pos de los cuales os prostituyáis. 
40 Para que os acordéis, y hagáis todos mis mandamientos, y seáis santos a vuestro Dios. 

41 Yo יהוה vuestro Dios, que os saqué de la tierra de Egipto, para ser vuestro Dios. Yo יהוה vuestro Dios.

La ropa de cuatro esquinas era la vestimenta cotidiana en los antiguos tiempos y aún lo es entre los beduinos. Los Tzitzit (flecos), los cuales van en las cuatro esquinas y representan los cuatro puntos cardinales: norte, sur, este y oeste, para indicar el señorío de El Adonáy en todo el Universo.
En el pasaje de Números 15:37-41 se hace una referencia a los Tzitzit (flecos), no al talit, no confundir estos dos. En la Torá (ley de Dios) no es un mandato usar talit.

## Tipos de talit
Hay dos tipos de talit o mantos de oración:
1. Talit katán: es el más pequeño, que se usa debajo de la chaqueta o traje del varón y que normalmente no está a la vista, excepto cuando se sacan los tzitzit. El tallit katán o ("talit pequeño") es una vestimenta interior con flecos que visten los varones entre los judíos religiosos. Es una prenda similar a un poncho con un agujero para la cabeza y con flecos especiales torcidos y anudados, conocidos como tzitziot (plural de tzitzit) unidos a sus cuatro esquinas.

Este talit puede confeccionarse a partir de cualquier material excepto de Shatnez (toda mezcla de lana y lino que está estrictamente prohibida por la Torá). La mayor parte de estos talitot (Plural Talit) están hechos de lana.
La costumbre de vestir el tallit katán se basa en el versículo 15:38-39 del libro de los Números, que exhorta a los judíos a llevar estas franjas en recuerdo de "todos los mandamientos del Señor".
1. Talit gadol: es el que usa el varón sobre los hombros, por encima de la chaqueta o americana.[6][7]

## Colores
La mayoría de los judíos ortodoxos los usan en negro por el luto de la destrucción del templo y no atraer atención a sí mismo. El color más común es el azul sin recorte o con recorte de oro o de plata. El azul está asociado con la pureza y el oro con la gloria de Dios.

## Materiales
La lana es el más común. Dura más y cuelga mejor. Otro material utilizado en su confección es el rayón, que se parece a la seda. La seda es muy bonita pero muy costosa. Los hay de mezclas de lana y poliéster. Otros talit sintéticos se hacen de un acrílico llamado "acrylon", que es una tela muy liviana.

## Uso del talit
El talit puede ser largo y amplio para que la persona se envuelva en él o se cubra la cabeza si desea apartarse totalmente del mundo mientras comulga con Dios. También puede ser simplemente un «chal de oración» corto y angosto.
Se usa únicamente durante el día, que es el momento en que es posible mirarlo y verlo a la luz natural del sol. El oficiante del servicio, sin embargo, lo viste también por la noche. Cuando el judío se cubre con él, cuida siempre que el ribete superior quede afuera, porque el talit es un manto que no debe colocarse al revés. Importante recalcar que esta prenda solo está reservada a judíos y que está expresamente prohibido que lo use una persona no circuncidada, Para el creyente, esta prenda es el ropaje visible de la responsabilidad.

## Los usos del talit en la Biblia
En el desierto, Moisés construyó una tienda de junta. Los dos millones y medio de hombres israelitas no cabían. Entonces, tienen sus propios santuarios donde iban a juntarse con Dios. Se lo ponían sobre las cabezas, formando una tienda, donde oraban y alababan. Era un lugar íntimo y privado apartado.

## La oración sobre el Ataráh
Oración que se dice antes de cubrirse con el talit: Baruj Atá Adonai Eloheinu Melej Ha'Olam ascher kideschanu bemitzvotav vetzivanu lehitatef batzitzit ('Bendito eres tú, nuestro Señor, y nuestro Elohím, Rey del universo, que nos has purificado por medio de tus mandamientos y nos has mandado ser cubiertos en bordes').